# Râul Boul, Mușa
Râul Boul este curs de apă afluent al râului Mușa. 

## Hărți
- Harta Munții Buzăului [nefuncțională – arhivă]